# National Post

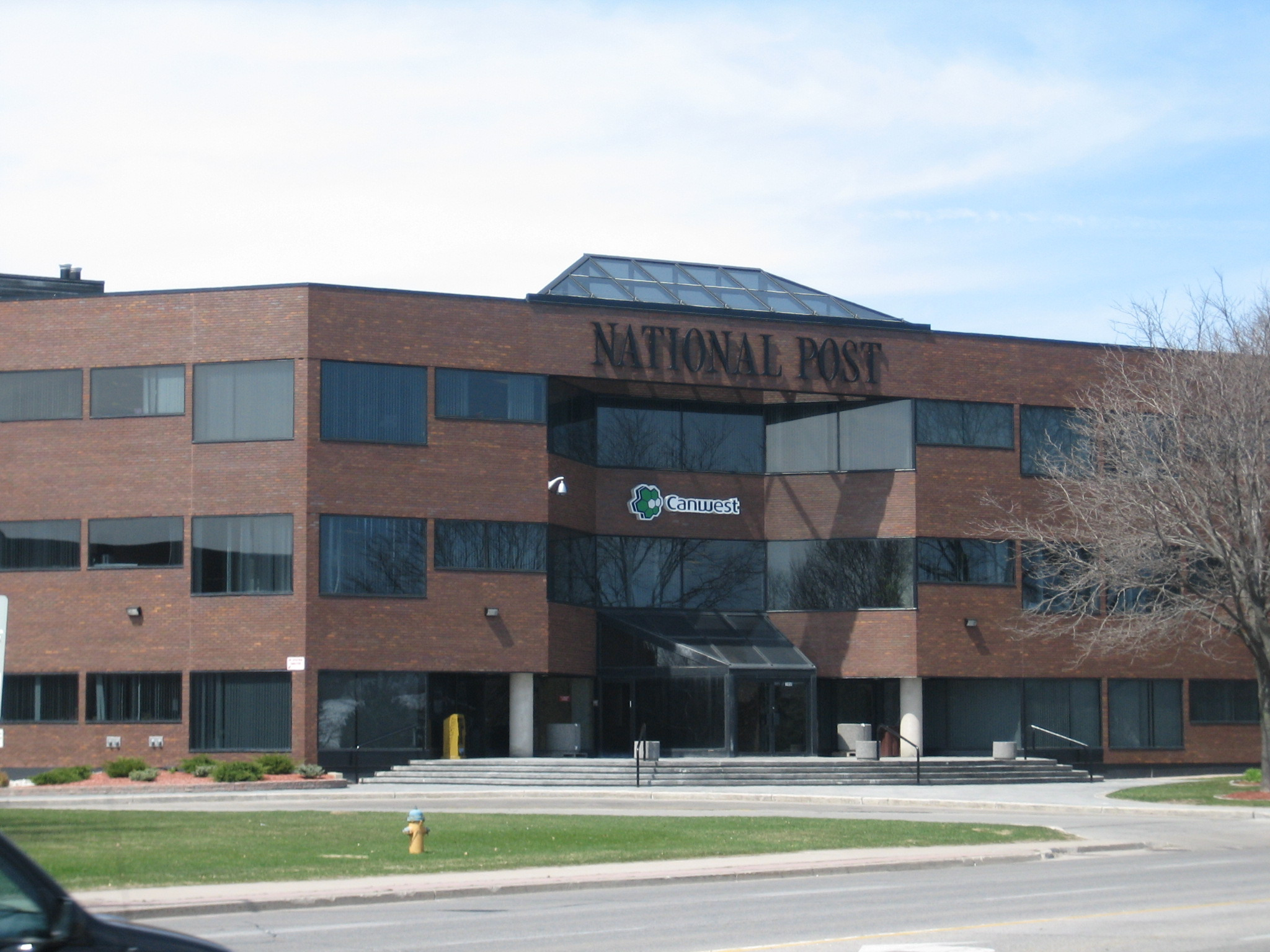
Das National Post Building in Don Mills

Die National Post ist eine englischsprachige kanadische Zeitung. Sie gilt als politisch konservativ. Ihr Sitz ist in Don Mills nahe Toronto. Sie wurde 1998 von Lord Conrad Black gegründet und gehörte zur Gruppe CanWest Global Communications. Nach der Insolvenz von CanWest Global Communication wird die Zeitung von Postmedia Network vertrieben. Die Erscheinungsweise ist werktags Montag bis Sonnabend.